# Anua producta
Anua producta là một loài bướm đêm trong họ Erebidae.